# Юаньлин
Юаньли́н (кит. упр. 沅陵, пиньинь Yuánlíng) — уезд городского округа Хуайхуа провинции Хунань (КНР).

## История
Когда в III веке до нашей эры китайские земли были впервые в истории объединены в единое государство, то в образовавшейся империи Цинь в качестве единицы административного деления были введены округа-цзюнь, и в этих местах разместились власти округа Цяньчжун (黔中郡). После распада империи Цинь и образования империи Хань округ Цяньчжун был в 202 году до н. э. переименован в Улин (武陵郡). В 187 году до н. э. У Ян (吴阳) — сын Чаншаского князя — получил титул «Юаньлинский Цин-хоу» (沅陵顷侯), и в этих местах был создан уезд Юаньлин.
Во времена империи Суй в 589 году была создана область Чэньчжоу (辰州), власти которой разместились в уезде Юаньлин. В 606 году область Чэньчжоу была переименована в округ Юаньлин (沅陵郡). После смены империи Суй на империю Тан округ Юаньлин в 619 году вновь стал областью Чэньчжоу.
После монгольского завоевания и образования империи Юань страна была разделена на регионы-лу, и Чэньчжоуская область стала Чэньчжоуским регионом (辰州路). После свержения власти монголов и образования империи Мин регионы-лу были переименованы в управы-фу — так появилась Чэньчжоуская управа (辰州府). После Синьхайской революции в Китае была проведена реформа структуры административного деления, в ходе которой управы были упразднены, и поэтому в 1913 году Чэньчжоуская управа была расформирована.
После образования КНР в 1949 году был создан Специальный район Юаньлин (沅陵专区), и уезд вошёл в его состав. 2 сентября 1952 года Специальный район Юаньлин был расформирован, и уезд вошёл в состав нового Специального района Чжицзян (芷江专区), который уже 13 ноября был переименован в Специальный район Цяньян (黔阳专区). В 1970 году Специальный район Цяньян был переименован в Округ Цяньян (黔阳地区).
Постановлением Госсовета КНР от 30 июня 1981 года Округ Цяньян был переименован в Округ Хуайхуа (怀化地区).
Постановлением Госсовета КНР от 29 ноября 1997 года были расформированы округ Хуайхуа был преобразован в городской округ.

## Административное деление
Уезд делится на 8 посёлков, 11 волостей и 2 национальные волости.